# Anfeh
Anfeh ou Enfé (en arabe : انفه) est une ville du nord-ouest du Liban située dans le district du Koura. Elle se trouve à 65 km au nord de Beyrouth et à 15 km au sud de Tripoli.

## Géographie et population
Sa population est estimée à environ 6 500 habitants, sans compter les milliers de familles d'émigrants et de jeunes.
Les habitants sont principalement grecs orthodoxes avec une minorité de chrétiens maronites et de musulmans sunnites.
Un des nombreux villages libanais où le nombre d'habitants est infime par rapport au nombre de villageois à l'étranger. L'émigration mondiale s'est produite dès le milieu du XIXe siècle avec des enregistrements montrant des jeunes hommes et des familles migrant vers le nouveau monde, principalement l'Australie et les Amériques (Nord et Sud). L'émigration se poursuit jusqu'à nos jours. Certaines familles sont éteintes et d'autres sont fortement réduites en nombre. Cependant, dans la diaspora, si l'on visite une grande ville ou une ville spécialement au Brésil, en Argentine, au Qatar, en Australie, au Canada ou aux États-Unis, on trouvera presque certainement quelqu'un dont les ancêtres viennent de ce village. Pendant les vacances, en particulier l'été, de nombreuses maisons vides sont joyeusement nettoyées et reprennent vie avec les familles en visite.

## Histoire
Les vestiges d'au moins 3 000 ans d'occupation humaine sont enchevêtrés dans cette péninsule de 400 mètres de long et 120 mètres de large. Il est partiellement séparé du terrain par deux grandes tranchées creusées dans le substratum rocheux à l'époque des Croisés. Alors qu'Enfeh n'a été témoin que de fouilles mineures, les murs phéniciens et romains, les pressoirs à vin, les sols en mosaïque et deux murs du VIIe siècle. les chapelles sont nues sous le soleil et le vent intenses. Cette charmante ville de pêcheurs en bord de mer est connue pour ses anciennes églises et grottes. Aujourd'hui, Enfeh est également connue pour sa production de sel. Près d'Enfeh se trouve le monastère Notre-Dame de Balamand de l'époque des croisés, qui se trouve sur un promontoire surplombant la mer.
Construit autour des ruines de plusieurs villes éphémères remontant à la période pré-phénicienne. Les grottes d'habitation naturelles abondent sur la colline environnante d'Al-Gheer; la ville d'origine se trouve sur une petite île proche à environ un demi-kilomètre dans la mer. Sa particularité est d'être la seule ville de la côte orientale de la Méditerranée à être taillée dans son environnement rocheux. Certaines des gravures remontent à la période phénicienne, et peut-être plus tôt, comme témoignage du fait que le nom d'Enfeh apparaît dans les tablettes Tell-Amarna de l'Egypte ancienne ; (voir lettre n°2 de Yapa-Hadda). qui ont été envoyées par les gouverneurs des villes cananéennes côtières aux pharaons d'Égypte pour leur demander de l'aide pour repousser les intrus amorites (tribus nomades originaires de la région du moyen Euphrate au nord). Des lettres écrites par Rib Addi, le roi de Byblos, mentionnent spécifiquement la ville cananéenne d'Enfeh (appelée "Ampi" dans les lettres) et déclarent qu'Enfeh, après avoir été occupée par les Amorites, a combattu avec les Amorites contre Byblos. Enfeh a été conquise par l'armée assyrienne au VIIe siècle av. J.-C., quand elle était connue sous le nom d'"Anpa". Les vestiges des colonies ultérieures comprennent des grottes d'habitation, des lieux de culte, des citernes, des réservoirs d'eau et des pressoirs à vin, ainsi que des marches et des routes toutes taillées dans la roche. Une ancienne carrière, connue sous le nom de Grande Tranchée, était utilisée par les Phéniciens comme cale sèche ; Les Phéniciens utilisaient l'endroit comme chantier naval pour la construction de leurs navires, car c'était un point stratégique sur la côte méditerranéenne.
La péninsule d'Enfeh était autrefois une puissante forteresse, comprenant le château croisé de Nephin, fief du Comté de Tripoli. Les seigneurs croisés de Nephin, étaient protégés derrière les murs d'Enfeh par de vastes douves taillées dans le roc qui séparaient la péninsule de la ville et les remparts balayés par la mer de leur citadelle, se firent bientôt une réputation de barons voleurs, la terreur de voyageurs entre Jérusalem et Tripoli.
La ville elle-même avait une meilleure réputation, car ses vins étaient connus et appréciés dans tout le royaume latin aux XIIe et XIIIe siècles. Enfeh est entré dans ses heures de gloire à l'époque médiévale, et la plupart des monuments archéologiques et historiques que l'on peut voir aujourd'hui datent de cette période. Vers le XIIIe siècle, Enfeh était un petit village fortifié entouré de champs fertiles, et il était célèbre pour sa production de vin. C'était l'une des seigneuries du Comté de Tripoli, gouverné par des nobles provinciaux français de la famille Renoir. Le seigneur français fut finalement chassé d'Enfeh par le prince Bohémond IV d'Antioche, le seigneur de Beyrouth et les Génois, et il se réfugia à Chypre. 
En 1282, Enfeh faisait partie de l'un des plus grands complots qui marqua la fin des croisades. Le seigneur de Byblos, Guy II Embriaco, les Génois et les Templiers se soulevèrent contre le comte de Tripoli Bohémond VII, mais ils furent brutalement écrasés. Bohémond VII punit les Génois en les aveuglant, et il enterra vivant le seigneur de Byblos et sa famille dans le fort d'Enfeh.
La seigneurie de Nephin ne survécut pas à la Chute de Tripoli en 1289.

## Économie

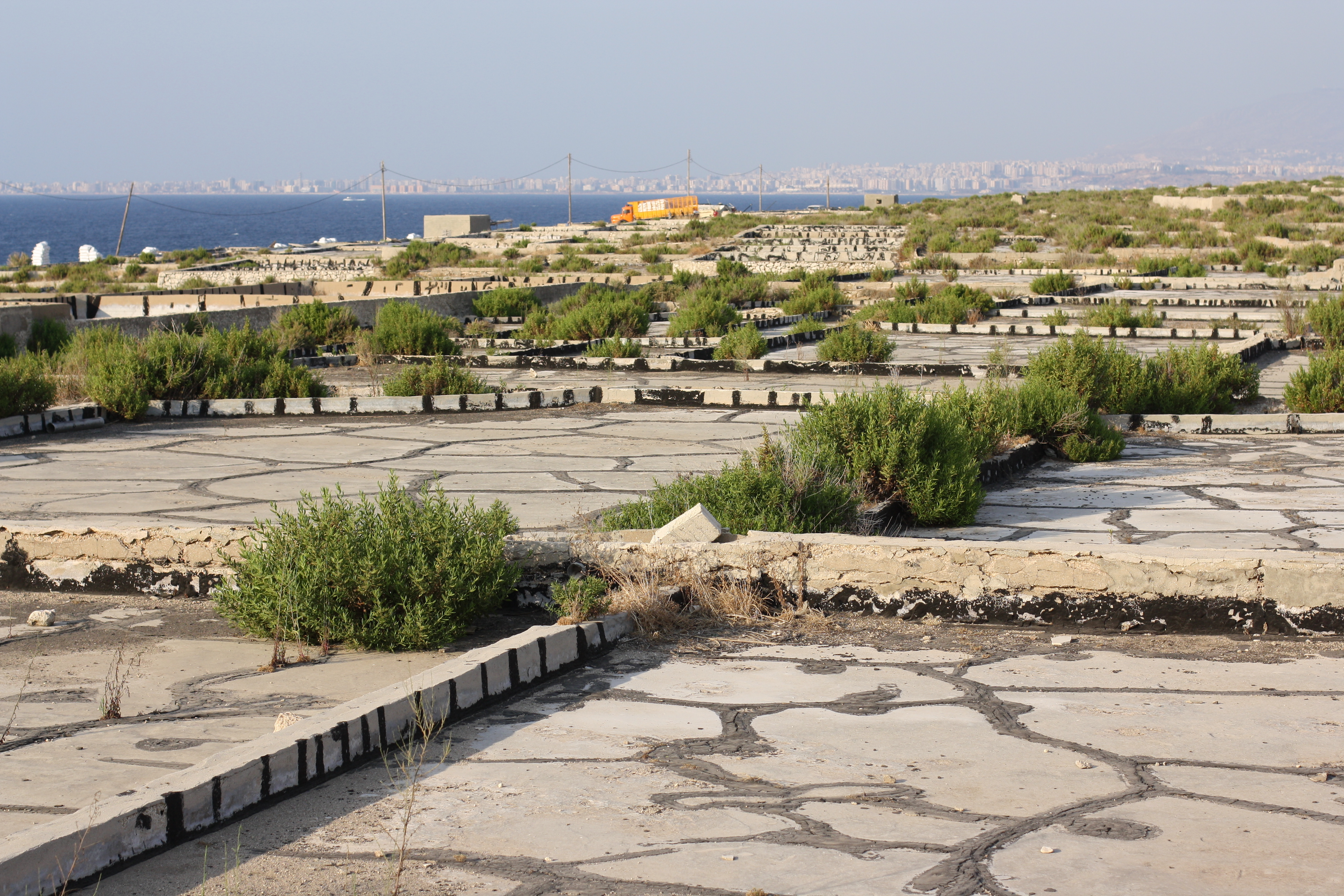
Vieux marais salants à Anfeh (2015).

Marais salants
Pêche